# نمایشگاه زمستانی رویال کشاورزی
نمایشگاه زمستانی رویال کشاورزی (انگلیسی: Royal Agricultural Winter Fair) یک نمایشگاه سالانه کشاورزی و بازار مکاره است که در دو هفته اول نوامبر در تورنتو، انتاریو، کانادا برگزار می‌شود. در سال ۱۹۲۲ در کلوزئوم، در محل نمایشگاه (تورنتو) افتتاح شد.